# Cardenal protopresbítero

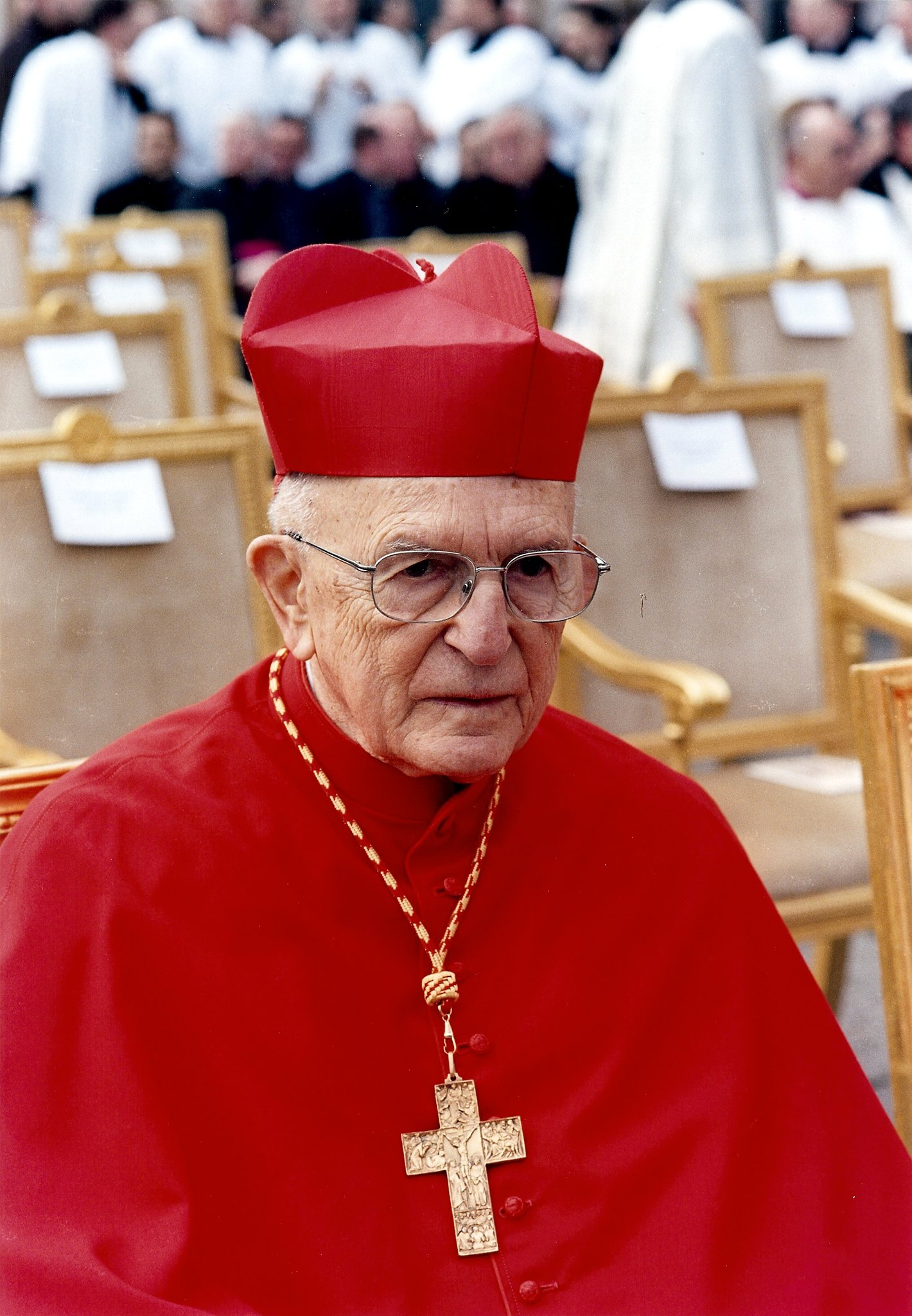
Cardenal protopresbítero Eugenio de Araújo Sales (16 de febrero de 2009 – 9 de julio de 2012)

El cardenal protopresbítero es el primer cardenal en la orden presbiteral, es decir que es el cardenal presbítero nombrado de mayor tiempo. En caso de fechas coincidentes la precedencia le pertenece al cardenal indicado en el primer orden en la lista de nuevos cardenales durante el consistorio.
Actualmente el cargo, como la del protodiácono, es puramente honorario y como tal no aporta variaciones en el escudo asociado al normal de cardenal. Antiguamente el cargo de protopresbítero estaba asociado a la sede titular de San Lorenzo en Lucina, aunque desde hace algún tiempo se ha perdido esta tradición particular.
El actual cardenal protopresbítero, desde el 14 de diciembre de 2016, es Michael Michai Kitbunchu.

## Lista de los cardenales protopresbíteros
- Ottaviano di Monticelli (futuro antipapa) (1158 – 7 de septiembre de 1159)
- Guillermo de las Blancas Manos (1191 – 7 de septiembre de 1202)
- Conrad de Wittelsbach (1196 – 25 de octubre de 1200)
- Gregorio Crescenzi (1202 – 1207)
- Cencio (1212 – 1217)
- Guala Bicchieri, C.R.S.A. (1217 – 1227)
- Leone Brancaleone, C.R.S.A. (1228 – 25 de agosto de 1230)
- Tommaso da Capua (1230 – 22 de agosto de 1243)
- Stefano de Normandis dei Conti (1243 – 8 de diciembre de 1254)
- Jean de Tolède, O. Cist. (1254 – 1262)
- Riccardo di Montecassino, O.S.B. (1261 ? – 1 de marzo de 1262)
- Simone Paltineri (1262 – 1277)
- Anchero Pantaléon (1277 – 1 de noviembre de 1286)
- Jean Cholet (1286 – 2 de agosto de 1293)
- Benedetto Caetani (futuro papa Bonifacio VIII) (1293 – 24 de diciembre de 1294)
- Pietro Peregrosso (1294 – 1295.07)
- Tommaso d'Ocre, O.S.B. Cel. (1295 – 29 de mayo de 1300)
- Nicolas Caignet de Fréauville, O.P. (1313 – 15 de enero de 1323)
- Arnaud de Canteloup (agosto de 1313 – 14 de diciembre de 1313)
- Guillaume Teste (enero de 1323 – septiembre de 1326)
- Pilfort de Rabastens, O.S.B. (diciembre de 1328 – 1330?)
- Annibaldo di Ceccano (1330 – 1333)
- Raymond de Mostuéjouls (diciembre de 1334 – 12 de noviembre de 1335)
- Pierre de Chappes (noviembre de 1335 – 24 de marzo de 1336)
- Matteo Orsini, O.P. (marzo de 1336 – 18 de diciembre de 1338)
- Pedro Gómez Barroso (diciembre de 1338 – agosto de 1341)
- Imbert du Puy (agosto de 1341 – 26 de mayo de 1348)
- Hélie de Talleyrand-Périgord (mayo de 1348 – 4 de noviembre de 1348)
- Pierre Bertrand (4 de noviembre de 1348 – 23 de junio de 1349)
- Guillaume de Court Novel, O. Cist. (junio de 1349 – 18 de diciembre de 1350)
- Guillaume d'Aure, O.S.B. (diciembre de 1350 – 3 de diciembre de 1353)
- Guillaume d'Aigrefeuille, el viejo (octubre de 1363 – 17 de septiembre de 1367)
- Pierre de Monteruc (1367 – 20 de mayo de 1385)
- Pietro Pileo di Prata (mayo de 1381 – 1385)
- Guillaume d'Aigrefeuille le Jeune, O.S.B. (mayo de 1385 – 13 de enero de 1401)
- Luca Rodolfucci de Gentili (noviembre de 1385 – 18 de enero de 1389)
- Andrea Bontempi Martini (enero de 1389 – 16 de julio de 1390)
- Poncello Orsini (julio de 1390 – 2 de febrero de 1395)
- Adam Easton, O.S.B. (junio de 1396 – 15 de agosto de 1398)
- Bálint Alsáni (1397 – 19 de noviembre de 1408)
- Bertrand de Chanac (enero de 1401 – 21 de mayo de 1401)
- Jean Allarmet de Brogny (mayo de 1404 – 13 de junio de 1405)
- Pierre de Thury (1405.06 – 1410)
- Angelo d'Anna de Sommariva, O.S.B. Cam. (noviembre de 1408 – 23 de septiembre de 1412)
- Pierre Ravat, C.R.S.A. (1409 – 1417)
- Giovanni Dominici, O.P. (septiembre de 1412 – 10 de junio de 1419)
- Antonio Panciera (septiembre de 1427 – 14 de marzo de 1431)
- Domingo Ram y Lanaja, C.R.S.A. (marzo de 1434 – 7 de marzo de 1444)
- Enrique de Beaufort (marzo de 1444 – 11 de abril de 1447)
- Louis Aleman, C.R.S.J. (19 de diciembre de 1449 – 16 de octubre de 1450)
- Domenico Capranica (septiembre de 1450 – 14 de agosto de 1458)
- Peter von Schaumberg (agosto de 1458 – 12 de abril de 1469)
- Alain de Coëtivy (abril de 1469 – diciembre de 1472 ?)
- Jean Rolin (diciembre de 1472 – 22 de junio de 1483)
- Luis Juan del Milà (junio de 1483 – 1508 ?)
- Domenico Grimani (1508 – 22 de septiembre de 1508)
- Philippe de Luxembourg (septiembre de 1508 – 3 de junio de 1509)
- Jaume Serra (junio de 1509 – 20 de enero de 1511)
- Tamás Bakócz (noviembre de 1511 – 11 de junio de 1521)
- François Guillaume de Castelnau de Clermont-Lodève (junio de 1521 – 18 de diciembre de 1523)
- Giulio della Rovere (8 de agosto de 1567 – 12 de abril de 1570)
- Marco Antonio Colonna (13 de octubre de 1586 – 11 de mayo de 1587)
- Gabriele Paleotti (11 de mayo de 1587 – 8 de noviembre de 1589)
- Michele Bonelli, O.P. (8 de noviembre de 1589 – 20 de marzo de 1591)
- Ludovico Madruzzo (20 de marzo de 1591 – 18 de agosto de 1597)
- Girolamo Rusticucci (1597 ? – 30 de marzo de 1598)
- Pedro de Deza (18 de agosto de 1597 – 23 de abril de 1600)
- Girolamo Simoncelli (1598 ? – 21 de febrero de 1600)
- Anton Maria Salviati (23 de abril de 1600 – 16 de abril de 1602)
- Simeone Tagliavia d'Aragonia (30 de agosto de 1600 – 17 de junio de 1602)
- Girolamo Bernerio, O.P. (1602 ? – 16 de junio de 1603)
- Giovanni Evangelista Pallotta (16 de junio de 1603 – 24 de enero de 1611)
- Gregorio Petrocchini, O.E.S.A. (24 de enero de 1611 – 17 de agosto de 1611)
- Benedetto Giustiniani (17 de agosto de 1611? – 4 de junio de 1612)
- Francesco Maria del Monte (4 de junio de 1612 – 16 de septiembre de 1615)
- Francesco Sforza (13 de noviembre de 1617 – 5 de marzo de 1618)
- Ottavio Bandini (1618 – 27 de marzo de 1621)
- Alessandro Damasceni Peretti (30 de marzo de 1620 ? – 6 de abril de 1620)
- Bartolomeo Cesi (29 de marzo de 1621 – 18 de octubre de 1621)
- Andrea Baroni Peretti Montalto (24 de octubre de 1621 – 16 de septiembre de 1624)
- Domenico Ginnasi (16 de septiembre de 1624 – 2 de marzo de 1626)
- Carlo Gaudenzio Madruzzo (2 de marzo de 1626 – 16 de septiembre de 1626)
- Carlo Emmanuele Pio (16 de marzo de 1626 – 14 de abril de 1627)
- Giovanni Garzia Millini (1627 ? – 20 de agosto de 1629)
- Luigi Capponi (20 de agosto de 1629 – 6 de abril de 1659)
- Girolamo Colonna (21 de abril de 1659 – 21 de noviembre de 1661)
- Giovanni Battista Maria Pallotta (21 de noviembre de 1661 – 2 de julio de 1663)
- Francesco Maria Brancaccio (1663 ? – 11 de octubre de 1666)
- Stefano Durazzo (1666 – 11 de julio de 1667)
- Giulio Gabrielli (1667 – 30 de enero de 1668)
- Ernst Adalbert von Harrach (18 de julio de 1667 – 25 de octubre de 1667)
- Rinaldo d'Este (1671 ? – 24 de agosto de 1671)
- Cesare Facchinetti (1671 ? – 14 de noviembre de 1672)
- Carlo Rossetti (1672 ? – 19 de octubre de 1676)
- Niccolò Albergati-Ludovisi (1676 ? – 13 de septiembre de 1677)
- Lorenzo Raggi (1676 ? – 8 de enero de 1680)
- Alderano Cibo (1677 ? – 6 de febrero de 1679)
- Luigi Omodei (1680 ? – 26 de abril de 1685)
- Carlo Barberini (1686 ? – 2 de octubre de 1704)
- Francesco Nerli (1704 ? – 8 de abril de 1708)
- Galeazzo Marescotti (1710 ? – mayo de 1715)
- Giuseppe Sacripante (1726 ? – 4 de enero de 1727)
- Giulio Alberoni (1740 ? – 26 de junio de 1752)
- Thomas Philip Wallrad d'Alsace-Boussut de Chimay (26 de junio de 1752 – 5 de enero de 1759)
- Domenico Silvio Passionei (5 de enero de 1759 – 5 de julio de 1761)
- Christoph Bartholomäus Anton Migazzi (21 de enero de 1788 – 14 de abril de 1803)
- Francesco Carafa della Spina di Traetto (14 de abril de 1803 – 20 de septiembre de 1818)
- Louis Marie de Bourbon (20 de septiembre de 1818 – 19 de marzo de 1823)
- Giuseppe Firrao (19 de marzo de 1823 – 24 de enero de 1830)
- Luigi Ruffo-Scilla (24 de enero de 1830 – 17 de noviembre de 1832)
- Cesare Brancadoro (17 de noviembre de 1832 – 12 de septiembre de 1837)
- Joseph Fesch (12 de septiembre de 1837 – 13 de mayo de 1839)
- Carlo Oppizzoni (13 de mayo de 1839 – 13 de abril de 1855)
- Giacomo Filippo Fransoni (13 de abril de 1855 – 20 de abril de 1856)
- Benedetto Barberini (20 de abril de 1856 – 10 de abril de 1863)
- Antonio Tosti (10 de abril de 1863 – 20 de marzo de 1866)
- Engelbert Sterckx (20 de marzo de 1866 – 4 de diciembre de 1867)
- Filippo de Angelis (4 de diciembre de 1867 – 8 de julio de 1877)
- Frédéric-Joseph de Schwarzenberg (8 de julio de 1877 – 27 de marzo de 1885)
- Teodolfo Mertel (27 de marzo de 1885 – 11 de julio de 1899)
- Mieczysław Ledóchowski (11 de julio de 1899 – 22 de julio de 1902)
- José Sebastião d'Almeida Neto, O.F.M. Disc. (22 de julio de 1902 – 7 de diciembre de 1920)
- James Gibbons (7 de diciembre de 1920 – 24 de marzo de 1921)
- Michael Logue (24 de marzo de 1921 – 19 de noviembre de 1924)
- Giuseppe Francica-Nava de Bontifè (19 de noviembre de 1924 – 7 de diciembre de 1928)
- Lev Skrbenský z Hříště (7 de diciembre de 1928 – 24 de diciembre de 1938)
- William O'Connell (24 de diciembre de 1938 – 22 de abril de 1944)
- Alessio Ascalesi, C.PP.S. (22 de abril de 1944 – 11 de mayo de 1952)
- Michael von Faulhaber (11 de mayo de 1952 – 12 de junio de 1952)
- Alessandro Verde (12 de junio de 1952 – 29 de marzo de 1958)
- Joseph-Ernest Van Roey (29 de marzo de 1958 – 6 de agosto de 1961)
- Manuel Gonçalves Cerejeira (6 de agosto de 1961 – 2 de agosto de 1977)
- Carlos Carmelo Vasconcellos Motta (2 de agosto de 1977 – 18 de septiembre de 1982)
- Giuseppe Siri (18 de septiembre de 1982 – 2 de mayo de 1989)
- Paul-Émile Léger, P.S.S. (2 de mayo de 1989 – 13 de noviembre de 1991)
- Franz König (13 de noviembre de 1991 – 13 de marzo de 2004)
- Stephen Kim Sou-hwan (13 de marzo de 2004 – 16 de febrero de 2009)
- Eugênio de Araújo Sales (16 de febrero de 2009 – 9 de julio de 2012)
- Paulo Evaristo Arns (9 de julio de 2012 - 14 de diciembre de 2016)
- Michael Michai Kitbunchu (14 de diciembre de 2016 - En el cargo)